# 阿倫達縣
阿倫達县（英語：Allendale County）是美国南卡罗来纳州西南部的一個郡，西鄰喬治亞州，面積1,069平方公里。根據2020年美國人口普查，共有人口8,039人。縣治阿倫達。該縣成立於1919年，是該州最近成立的縣；郡名命名自本地早期的一位郵政局長保羅·H·艾倫（Paul H. Allen）。

## 外部連結
- 阿倫達郡官方網站 （页面存档备份，存于）
- OpenStreetMap上有關阿倫達縣的地理
- 阿倫達郡歷史 （页面存档备份，存于）